# Calileptoneta oasa
Espèce
Synonymes
- Leptoneta oasa Gertsch, 1974

Calileptoneta oasa est une espèce d'araignées aranéomorphes de la famille des Leptonetidae.

## Distribution
Cette espèce est endémique de Californie aux États-Unis. Elle se rencontre à Palm Springs dans le comté de Riverside.

## Description
Le mâle holotype mesure 1,70 mm et la femelle 1,28 mm.

## Publication originale
- Gertsch, 1974 : The spider family Leptonetidae in North America. Journal of Arachnology, vol. 1, no 3, p. 145-203 (texte original).